# Парламент Фландрії
Парла́мент Фла́ндрії (нід. Vlaams Parliament) — орган законодавчої влади Фландрії з питань, що належать до компетенції регіону як федеративної частини Бельгії.
Фламандський парламент затверджує укази як закони регіону Фландрії, що застосовуються для всіх осіб Фландрії та Фламандських установ у Брюсселі; призначає уряд Фландрії і затверджує бюджет регіону. Засідання парламенту Фландрії відбувається в Будинку Фламандського парламенту.

## Історія
Від 1830 до 1970 року Бельгія була унітарною державою з єдиним урядом і двопалатним парламентом. Закони, видані парламентом, застосовувалися до всіх бельгійців, і міністри здійснювали свої повноваження по всій країні.
Між 1970 і 2001 роками бельгійський парламент послідовно затвердив п'ять конституційних реформ, які поступово змінили Бельгію з унітарної на федеративну державу. У зв'язку з цим, спільнотам, а пізніше і регіонам, було надано власні парламенти.
7 грудня 1971 року Рада голландськомовної спільноти провела своє перше засідання. Пізніше в 1980 році фламандці вирішили об'єднати фламандську спільноту з фламандським регіоном. У підсумку Фландрія нині має один парламент і один уряд, які відповідають перед спільнотою в регіональних питаннях. Від часу заснування парламент називався Рада Фландрії (нід. Vlaamse Raad), поки він не був офіційно перейменований на Парламент Фландрії (нід. Vlaams Parlement) 13 червня 1995 року.